# Borís Mélnikov
Borís Mélnikov   (Sant Petersburg, 16 de maig de 1938 - Sant Petersburg, 5 de febrer de 2022) va ser un tirador d'esgrima rus, especialista en sabre, que va competir sota bandera de la Unió Soviètica durant les dècades de 1950 i 1960.
El 1964 va prendre part en els Jocs Olímpics d'Estiu de Tòquio, on guanyà la medalla d'or en la prova de sabre per equips del programa d'esgrima.
En el seu palmarès també destaquen tres medalles al Campionat del món d'esgrima, dues d'or i una de plata, entre les edicions de 1965 i 1967, així com una medalla de plata i una de bronze a les Universíades de 1963. El 1964 i 1965 guanyà el campionat soviètic de sabre individual. El 2004 va ser inclòs al Saló de la Fama de l'Esgrima Russa.